# Liste de personnalités nées à Toulouse
Voici une liste de personnes nées à Toulouse.
- Haut – A
- B
- C
- D
- E
- F
- G
- H
- I
- J
- K
- L
- M
- N
- O
- P
- Q
- R
- S
- T
- U
- V
- W
- X
- Y
- Z

## A
- André Abadie, joueur de rugby.
- Geofrey Abadie, joueur de rugby, neveu du précédent.
- Nicole Abar, joueuse de football.
- Louis-Paul Abeille, économiste physiocrate.
- Olivier Abel, philosophe.
- Georges Soulès, dit Raymond Abellio, écrivain et philosophe gnostique.
- Didier Adès,
- Marianne Aeschbacher,
- Nicolas Aissat,
- Jean-Daniel Akpa-Akpro,
- Jean-Louis Akpa-Akpro,
- Olivier Alary,
- Anne Alassane,
- Christine Albanel,
- Jean Albouy,
- Dorian Aldegheri,
- Patrice Alègre,
- Thierry Alibert,
- Louis Aliot,
- Jean-Marc Alliot,
- Gustave Alric,
- Albert d'Amade,
- Paul Amade,
- Achille Ambialet,
- Mathieu André,
- Dominique Anel,
- Guillaume Anelier,
- Louis II d'Anjou, roi de Sicile.
- Éric Anselme,
- Janis Antiste,
- Veronica Antonelli,
- Benoist Apparu,
- Dennis Appiah,
- André Arbus,
- Yonathan Arfi,
- Cécile Argiolas,
- Louis Ariste,
- Jean-Pierre Armand,
- Art Mengo,
- Auguste Arnauné,
- Robert Arnaut,
- France Arnel,
- Louis-Eugène Arnous,
- Laura Arteil,
- Philippe Askenazy,
- Renée Aspe,
- Fabien Audard,
- François Audouy,
- Sylvain Augier, journaliste.
- Auguste Auglay,
- Emmanuelle Auriol, économiste.
- Jean-Baptiste Auriol, clown, jongleur et acrobate.
- Henri Auriol, homme politique.
- Bruno Aveillan, réalisateur, photographe et artiste plasticien.
- Maurice Aymard, universitaire.
- Marc Azon, joueur de rugby.

## B
- Laetitia Barlerin
- Pierre Baudis
- André Gaston Baugé
- Jérôme Bellanca, athlète d'ultrafond
- Yves Bergougnan
- Alex Bioussa
- Daniel Bravo
- Bernard Brunhes, géophysicien, découvreur des inversions du champ magnétique terrestre
- Henri Busser
- Roger Bourgarel, rugbyman

## C
- José Cabanis
- Patrice Carmouze
- Georges de Caunes
- Magyd Cherfi
- Don Choa
- Albert Cigagna
- Gaël Clichy
- Daniel Congré
- Jean-Claude Cousseran
- David Couzinet
- Jacques Cujas, jurisconsulte.

## D
- Jean Dardenne
- Jean Dausset
- Bernard Debré, médecin, chirurgien.
- Jean-Louis Debré, magistrat, homme politique.
- Louis Deffès
- Pascal Despeyroux
- Jean Dieuzaide, artiste photographe.
- Jean Doujat
- Philippe Druillet
- Jean-Paul Dubois
- Nicolas Durand

## E
- Jean-Étienne Esquirol, médecin psychiatre.
- Pauline Ester

## F
- Alexandre Falguière

## G
- Xavier Garbajosa
- Carlos Gardel
- Colin Gaston

## H
- Ticky Holgado
- Évariste Huc (1813-1860), missionnaire en Chine.

## J
- Fabrice Jau
- David Jemmali

## K
- Gabriel Koenigs

## L
- Charles Lartigue (1834-1907), ingénieur des chemins de fer.
- Laylow (1993-), rappeur

## M
- Jean-Pierre Mader
- Maguy Marin
- Blaise Matuidi
- Art Mengo
- Mady Mesplé
- Philippe Mexès
- Frédéric Michalak
- Moos
- Jean-Luc Moudenc
- Vladimir Maksimovic

## N
- Claude Nougaro
- Guy Novès

## O
- Théodore Fulgence Ozenne
- Bigflo et Oli (Florian et Olivio Ordonez)

## P
- Fabien Pelous
- Jacques Polieri

## R
- Jean-Luc Reichmann
- Antoine Rivalz (1667-1735), artiste peintre.
- Jean-Pierre Rives
- Sébastien Roch
- Henry Russell (1834-1909), explorateur, alpiniste.

## S
- Georges Séguy, homme politique.
- Claude Sicre (1947), musicien, compositeur, fondateur des Fabulous Trobadors.
- Alfred Sirven (1927-2005), homme politique.

## T
- Laurent Terzieff
- Jacques de Tourreil
- Stéphane Trévisan

## V
- Jean Antoine Verdier
- Joseph de Villèle
- Gaston Virebent
- Jacques-Pascal Virebent

## W
- Bernard Werber